# Michael Graf von Matuschka

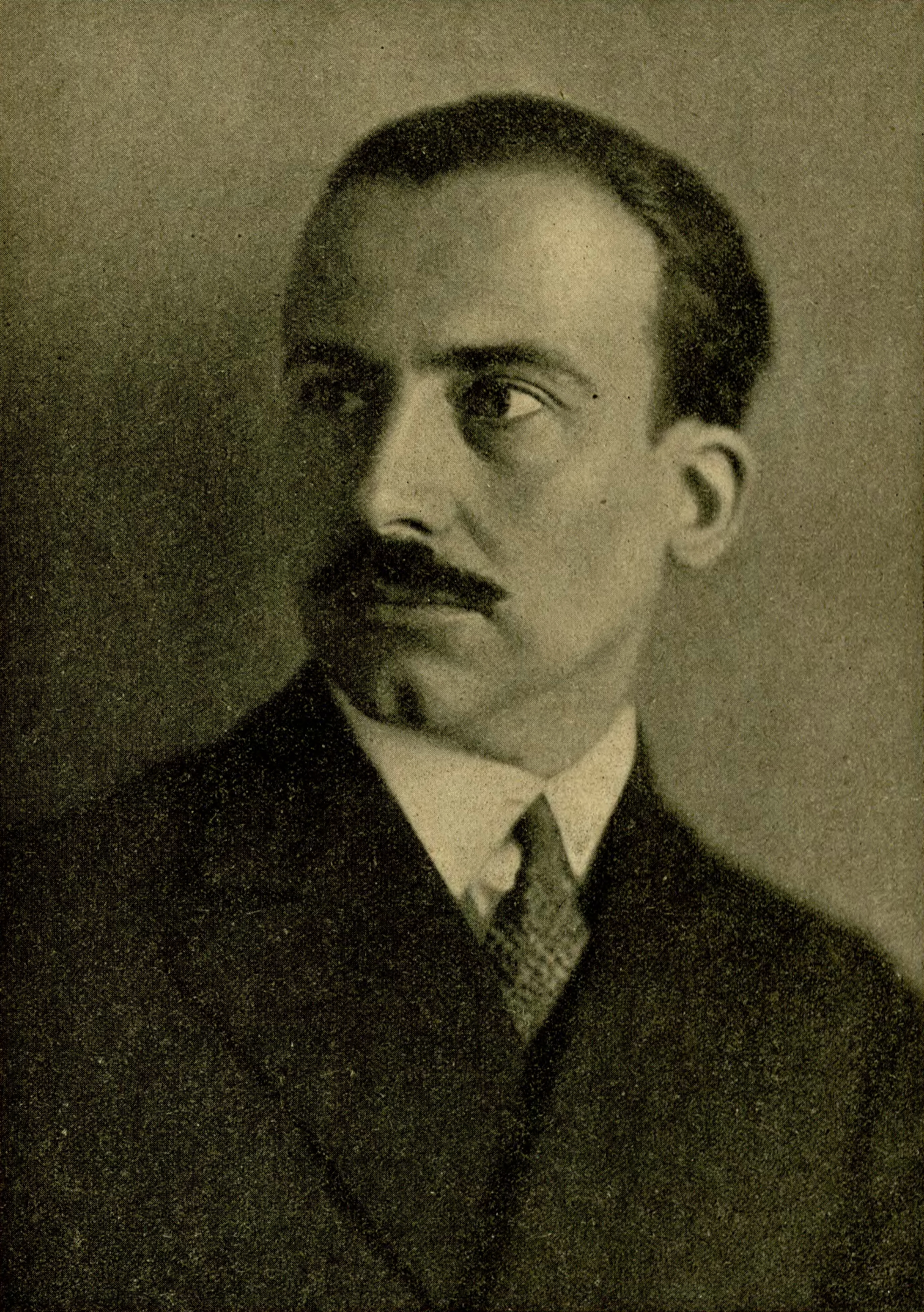
Michael Graf von Matuschka, 1920er Jahre

Michael Graf von Matuschka (* 29. September 1888 in Schweidnitz, Provinz Schlesien; † 14. September 1944 in Berlin-Plötzensee) war ein deutscher Verwaltungsbeamter, Zentrums-Politiker und Widerstandskämpfer des 20. Juli 1944.

## Leben
Michael Graf von Matuschka war der zweite Sohn des Grafen Emmo von Matuschka (1855–1941) und dessen Ehefrau Elisabeth von Aulock (1865–1946). Der Vater war Jurist, preußischer Geheimer Ober-Justizrat, Landes-Gerichtspräsident und E-Bailli des Souveränen Malteserordens. Er selbst war ein Schüler des Breslauer St.-Matthias-Gymnasiums. Er studierte an den Universitäten in Lausanne, München sowie Breslau Rechtswissenschaften. 1910 wurde er mit einer Dissertation über „Die parlamentarische Redefreiheit und Zeugenpflicht“ promoviert. Im Ersten Weltkrieg diente er an der Ostfront als Leutnant d. R. im Husaren-Regiment „von Schill“ (1. Schlesisches) Nr. 4 und wurde 1915 schwer verwundet. Aus der anschließenden russischen Gefangenschaft im sibirischen Krasnojarsk flüchtete er 1918.
Nach bestandenem Zweiten Staatsexamen trat Matuschka im Jahr 1919 beim Kreis Pleß (Oberschlesien) seinen Dienst als Regierungsassessor an. Ab Januar 1921 war er als Regierungsrat beim Landratsamt in Lublinitz tätig. Nachdem mit der Abtretung Ost-Oberschlesiens auch der Kreis Lublinitz an Polen gefallen war, wurde Matuschka im Mai 1923 Landrat des Kreises Oppeln mit Sitz in der gleichnamigen Stadt Oppeln. 1932 wurde er als Kandidat der Zentrumspartei in den Preußischen Landtag gewählt. Im Juli 1933 versetzte ihn die NS-Regierung in den einstweiligen Ruhestand. Das Abgeordnetenmandat endete durch Auflösung des Landtags.
In den folgenden Jahren fand er zunächst in der Kommunalabteilung des preußischen Innenministeriums Verwendung. Im November 1936 wurde er als Regierungsrat ins Oberpräsidium Niederschlesiens nach Breslau versetzt und übernahm dort die Nachfolge von Peter Graf Yorck von Wartenburg. Stellvertretender Oberpräsident von Ober- und Niederschlesien war ab 1939 Fritz-Dietlof Graf von der Schulenburg, mit dem er sich anfreundete. 1941 wurde Matuschka, inzwischen Oberregierungsrat, als Leiter des Landeswirtschaftsamts und der Treuhandstelle zum Oberpräsidenten in Kattowitz abgeordnet. Obwohl er sich nach wie vor weigerte, der NSDAP beizutreten, wurde er noch im Dezember 1941 zum Regierungsdirektor befördert.
Aufgrund seiner engen Kontakte zu Schulenburg und als langjähriger Freund von Hans Lukaschek, Paulus van Husen und anderer Mitglieder des Kreisauer Kreises verhaftete ihn die Gestapo nach dem gescheiterten Attentat vom 20. Juli 1944 und beschuldigte ihn der Mitwisserschaft der Vorbereitungen zum Staatsstreich. Im Schattenkabinett Beck/Goerdeler war Matuschka für den Fall eines gelungenen Staatsstreiches als Regierungspräsident eingeplant worden. Am 14. September 1944 wurde er vom Volksgerichtshof unter dessen Präsidenten Roland Freisler zum Tod verurteilt und noch am selben Tag in Plötzensee erhängt.

## Familie
Michael Graf von Matuschka heiratete am 29. April 1930 in Silbitz Pia Gräfin von Stillfried (* 2. Juni 1906; † 16. April 1995). Aus der Ehe stammen folgende Kinder:
- Mario (* 27. Februar 1931 in Oppeln)
- Victor (* 22. Juli 1932 in Breslau; † 8. April 2006 in Bad Wimpfen)
- Michael (* 20. September 1934 in Berlin)
- Elisabeth (* 16. Januar 1936 in Berlin); sie heiratete am 11. Juni 1960 Dirk von Haeften (* 5. Januar 1934 in Berlin; † 25. März 2006 in Stuttgart), Sohn des vom NS-Regime hingerichteten Diplomaten Hans Bernd von Haeften.

## Auszeichnungen
- Schlesisches Bewährungsabzeichen
- Eisernes Kreuz

## Gedenken
Im Dezember 2009 wurde in der Stadt Oppeln in Anwesenheit seines Sohnes Mario Graf von Matuschka eine Gedenktafel für Michael Graf von Matuschka enthüllt. Die Gedenktafel wurde durch den Künstler Adolf Panitz gestaltet und an der Fassade des ehemaligen Sitzes des Landratsamtes in Oppeln angebracht.
An Michael Graf von Matuschka und andere schlesische Widerstandskämpfer erinnerte 2024 die Ausstellung Im Widerstand gegen Hitler: Hans Lukaschek, Paulus van Husen, Michael Graf Matuschka und der Kreisauer Kreis im Oberschlesischen Landesmuseum.
Die Römisch-katholische Kirche hat Michael Graf von Matuschka als Glaubenszeugen in das deutsche Martyrologium des 20. Jahrhunderts aufgenommen.

## Schriften
- Die parlamentarische Redefreiheit und Zeugenpflicht. Noske, Borna-Leipzig 1910.